# Конституція Філіппін
Конституція Філіппін (філіппінська: Saligang Batas ng Pilipinas або Konstitusyon ng Pilipinas, іспанська: Constitución de la República de Filipinas) — конституція або вищий закон Республіки Філіппіни. Його остаточний проект був завершений Конституційною комісією 12 жовтня 1986 року та ратифікований загальнонаціональним плебісцитом 2 лютого 1987 року.
Три інші конституції ефективно керували країною в її історії: Конституція Співдружності 1935 року, Конституція 1973 року та Конституція свободи 1986 року.
Найдавніша конституція, що заснувала «Філіппінську республіку», Конституція Малолос 1899 року, ніколи не була повністю реалізована на всій території Філіппін і не заснувала державу, яка була б міжнародно визнана, значною мірою через вибух філіппінсько-американської війни. 

## Передумови Конституції 1987 року
Правлячи указом у перші місяці свого перебування на посаді президента, призначеного через Революцію народної влади, президент Корасон Акіно отримала три варіанти: відновити дію Конституції 1935 року, зберегти та внести зміни до Конституції 1973 року або прийняти нову конституцію. Вона вирішила розробити проект нової конституції та видала Прокламацію № 3 25 березня 1986 року, скасувавши багато положень Конституції 1973 року, прийнятої за режиму Маркоса, включаючи однопалатний законодавчий орган (Батасанг Памбанса), посаду прем’єр-міністра, і положення, які наділяли Президента законодавчими повноваженнями. Цю конституцію, яку часто називають «Конституцією свободи», було призначено як перехідну конституцію для забезпечення демократії та свободи народу. Конституція Свободи передбачала впорядковану передачу влади, поки Конституційна комісія розробляла постійну конституцію.
Конституційна комісія складалася з сорока восьми членів, призначених Акіно з різних професій, включаючи кількох колишніх членів Палати представників, колишніх суддів Верховного суду, Римо-католицького єпископа та політичних активістів, які виступали проти режиму Маркоса. Акіно призначив Сесілію Муньос-Пальма, колишнього помічника судді Верховного суду, президентом комісії. Декілька питань викликали особливу суперечку під час сесій комісії, включно з прийнятою формою правління, скасуванням смертної кари, збереженням американських баз у Кларку та Субіку та інтеграцією економічної політики в конституцію. Ліно Брока, кінорежисер і політичний активіст, який був членом комісії, вийшов з комісії до завершення конституції, а двоє інших делегатів не погодилися з остаточним проектом. Комісія закінчила остаточний проект 12 жовтня 1986 року та представила його Акіно 15 жовтня. Конституція була ратифікована загальнонаціональним плебісцитом 2 лютого 1987 року.
Конституція передбачала три гілки влади, а саме виконавчу, законодавчу та судову. Виконавчу владу очолюють президент і призначені ним члени кабінету. Виконавча влада, як і дві інші рівноправні гілки, має обмежену владу. Це робиться для того, щоб країна була «захищена», якщо буде оголошено воєнний стан. Президент все ще може оголосити воєнний стан, але він діє протягом 60 днів, і Конгрес може його відхилити або продовжити.
Завдання Верховного суду — перевірити, чи правомірне оголошення воєнного стану. Законодавча влада складається з Сенату і Палати представників. Є двадцять чотири сенатори, а палата складається з представників округів. Це також створило можливості для недостатньо представлених верств суспільства обирати свого представника через систему партійних списків. Судова гілка влади складається з Верховного суду та судів нижчої інстанції. Верховний суд наділений повноваженнями розглядати будь-які справи, які стосуються конституційності закону, договору чи указу уряду. Йому також доручено керувати функціями нижчих судів.
Відповідно до конституції було створено три незалежні конституційні комісії, а саме: Комісія державної служби, Комісія з виборів і Комісія з аудиту. Ці Конституційні комісії мають різні функції. Конституція також проклала шлях для створення офісу омбудсмена, який має функцію сприяння та забезпечення етичної та законної поведінки уряду.